# أوناندي لو
أوناندي لو (بالإنجليزية: Onandi Lowe)‏ (مواليد 2 ديسمبر 1974) هو لاعب كرة قدم. يلعب مع منتخب جامايكا لكرة القدم. سبق له أن لعب في كأس العالم لكرة القدم مع منتخب بلاده.

## روابط خارجية
- أوناندي لو على موقع الاتحاد الدولي (مؤرشف)  (الإنجليزية)
- أوناندي لو على موقع الدوري الأمريكي (الإنجليزية)
- أوناندي لو على موقع قاعدة بيانات كرة القدم.إي يو (الإنجليزية)
- أوناندي لو على موقع ناشيونال فوتبول تيمز (الإنجليزية)
- أوناندي لو على موقع Soccerbase.com (لاعب) (الإنجليزية)
- أوناندي لو على موقع Soccerway.com (الإنجليزية)